# 해커스랩
해커스랩(HackersLab)은 1999년 개설된 비영리 보안, 해킹 웹사이트로 해커스랩(주)와 무관하다. 해커스랩은  프리해킹존(Free Hacking Zone)이라는 워게임 서비스로 유명했으나 현재는 서비스가 중단된 상태이다.
1999년 한국전산원에서 발간한 국가 인터넷 백서에 해커 양성과 해커자유지대(프리해킹존, FHZ) 부분으로 등재되기도 했다. 1999년 시큐어소프트 부설 연구소로 출발, 2000년 시큐어소프트에서 분사한 법인회사 (주)해커스랩에 의해 운영되다가 2005년 (주)해커스랩이 문닫은 이후 과거 운영진들에 의해 운영되고 있다.

## 설립
해커스랩은 컴퓨터 보안솔루션 전문업체였던 시큐어소프트 대표 김홍선이 당시 국내 1호 해커수사관 이정남을 기술이사로 영입해 회사 내 보안 연구소인 "해커스랩"을 신설하면서 출발했다. 이후 해커스랩 공식 웹사이트(http://www.hackerslab.org) 가 신설되었으며 새로운 해커들도 잇달아 영입되었다.

## 프리해킹존
"프리해킹존"(Free Hacking Zone)에는 문제 풀이자의 수준에 맞는 해킹 및 컴퓨터 보안 관련 문제가 다수 준비되어 있어 컴퓨터 보안을 공부하는 이들에게 인기가 많았다. 컴퓨터 보안 및 해킹을 다루고 있는 서적에는 해커스랩의 문제 풀이 과정을 기술하고 있는 것도 있다.
프리해킹존은 해커스랩 1대 직원들이 개발하여 1999년 8월 5일에 정식 오픈하였으며 정식 오픈한지 3일 만인 1999년 8월 7일 '명예의 전당'에 처음으로 이름을 올린 해커가 등장했다. 프리해킹존은 오픈한지 3개월 만에 25만명이 방문했고, 무사고 100일을 넘긴 시점인 10월 13일 기준 ‘명예의 전당’에 등록된 회원은 100명을 돌파했다. 프리해킹존은 사용자 등록 후 level 0부터 level 13까지 총 14 단계의 문제로 진행되었으며 이후 level 17까지 추가되었다.
2000년 9월 1일 해커스랩 영어 사이트와 프리해킹존 영어 버전이 개설됨으로 인해 프리해킹존은 외국 해커들에게도 알려지기 시작했고 캘리포니아 대학교 데이비스로부터 제휴 제안을 받는 등 해외에서도 큰 관심과 호응을 받았다.

## 해킹 대회
해커스랩은 대한민국 최초의 해킹대회인 왕중왕(킹오브파이트 영어: King of Fight) 해킹대회를 개최했다. 1999년 11월 2일 오전 10시부터 7일 오후 10시까지 6일간 진행되었던 대회에는 리눅스 6.0을 사용하는 공개서버가 사용되었으며 대회 지원을 위해 컴팩코리아에서는 싯가 2억원 상당의 서버를 무료로 기증했다. 대회 진행 요령은 참가자 신청 등록 후 서버의 웹사이트에 침투해 루트를 획득한 후 웹사이트를 변조하고 등록 시 부여받은 자신의 아이디를 웹사이트에 공개하는 것이었다. 하지만 자신이 변조한 웹사이트를 끝까지 사수해야 하며, 만일 대회 종료 시점에 타인에 의해 변경되는 경우 1등은 후자에게 돌아간다.
참가자 총 469명 중 nobody 권한을 따낸 이는 50명, root 획득자는 4명으로 이들은 대회 마지막 날까지 분 초 단위로 갱신을 거듭해 6일간 총 3,012회 웹사이트를 변조했다. 1위 우승자는 11월 10일 11시 시큐어소프트 대회의실에서 비공개로 진행된 시상식에서 시가 500만원 상당의 노트북(씽크패드 570)을 상으로 받아갔다.
해커스랩은 또한 2001년 8월 24일 제2회 왕중왕 해킹대회를 개최했다. 해커스랩 대만법인인 HackersLab-Taiwan과 King of Fighters 2001이라는 이름으로 공동 개최한 이 대회는 8월 27일 오전 9시에 종료되었으며 1위는 네덜란드 해커 프랑크 반 폴리트가 이끈 14명으로 구성된 root_66팀이 차지했다. 대회 기간 동안에는 dsniff 제작자인 dug song(송덕준), '해킹의 시조'라고 불리는 미국의 존 드래이퍼 등 세계적인 정보보안 전문가들을 초청, 대전 KAIST에서 컴퓨터 정보 보안을 주제로 강연과 워크숍을 가졌다. 그러나 전반적인 대회 홍보 부족과 함께 출제문항의 난이도 조절을 포함한 대회 운영상의 미숙이 지적되었다. 특히 경기 기간 내내 서비스 거부 공격(Dos: Denial of Service)을 시도하는 일부 참가자들로 인해 시스템 과부하로 대회운영 서버가 마비되어 참가자들에게 불편을 초래했다.
해커스랩은 이밖에도 2000년 6월 27일 한국과학기술원 정보보호센터의 ‘제1회 세계정보보호 올림페어’의 ‘국제해킹대회’(총 상금 8만달러)를 공동 주최했으며,  2001.5.11일 디지털타임스 후원으로 제2회 세계정보보호올림페어 2001을 개최했다.

## 폐업과 사이트 리뉴얼
(주)해커스랩은 보안 수요 감소로 2003년부터 경영상황이 악화되었고, 같은 해 11월 정부가 지정하는 ‘정보보호 안전진단 컨설팅업체’ 재심사 과정에서 탈락하면서 적자가 거듭되고 경영에 어려움을 겪어오다가 2005년 2월 문을 닫았다.
해커스랩의 웹사이트는 2005년 이후 잠정 폐쇄된지 11년 만에 리뉴얼되어 2016년 4월 1일부터 접속 가능하다.

## 같이 보기
- 널루트
- 파도콘
- 와우해커
- 대한민국의 해커그룹